# Erminio Favalli
Erminio Favalli (ur. 29 stycznia 1944 w Cremona; zm. 18 kwietnia 2008 tamże) – włoski piłkarz, grający na pozycji napastnika.

## Kariera piłkarska

### Kariera klubowa
Wychowanek klubu Cremonese, w barwach którego w 1960 rozpoczął karierę piłkarską. W 1964 został piłkarzem Interu Mediolan, z którym zdobył mistrzostwo Włoch, puchar Mistrzów i puchar interkontynentalny. W sezonie 1965/66 występował w Calcio Foggia. W latach 1966-1970 bronił barw Juventusu, z którym po raz drugi zdobył mistrzostwo Włoch. Potem przeszedł do Mantovy. Od 1971 grał w Palermo, w którym zakończył karierę piłkarską w roku 1978.

### Kariera reprezentacyjna
W 1966 roku rozegrał jeden mecz w młodzieżowej reprezentacji Włoch.

## Sukcesy i odznaczenia

### Sukcesy klubowe
Inter
- mistrz Włoch: 1964/65
- zwycięzca Pucharu Mistrzów: 1964/65
- zwycięzca Pucharu Interkontynentalnego: 1965

Juventus
- mistrz Włoch: 1966/67

Mantova
- mistrz Serie B: 1970/71